# Fiat Mefistofele
FIAT Mefistofele — автомобиль, созданный на основе Fiat SB4 британским конструктором и автогонщиком Эрнестом Элдриджем в 1923 году. Элдридж удлинил шасси и установил на автомобиль авиационный двигатель. В 1924 году он установил на нём мировой рекорд скорости. За громкий звук двигателя и клубы выхлопного пара, журналисты дали автомобилю имя Mefistofele в честь образа дьявола.

## FIAT SB4
История автомобиля началась с его предшественника — Fiat SB4. Он был построен в 1908 году и предназначался для кольцевых автогонок. Fiat SB4 имел мощный четырёхцилиндровый двигатель объёмом 18146 см³, выдававший приблизительно 175 л. с. (129 кВт).
В одном из заездов на Бруклендс в 1922 году у Fiat SB4 под управлением Джона Даффа взорвался один из блоков цилиндра, что привело к взрыву двигателя. Разрушенный автомобиль купил английский автоконструктор и гонщик Эрнест Элдридж, который взялся за его восстановление и модификацию.

## Конструкция
Для расположения более габаритных элементов шасси было удлинено, для чего Элдридж использовал элементы рамы из лондонских автобусов. На взорвавшемся Fiat SB4 был установлен 18-литровый двигатель, который Элдридж заменил на авиационный однорядный шестицилиндровый двигатель Fiat A.12 объёмом 21,7 литра, имевший один верхний распредвал. Инженер глубоко модифицировал двигатель путём установки головки с четырьмя клапанами на цилиндр, получив таким образом мощность в 320 л. с. (235 кВт). Площадь поверхности каждого поршня настолько большая, что на каждый цилиндр установлено по 4 свечи зажигания. На автомобиль были установлены насосы от самолётов SIA 7 и Fiat R.2, диск сцепления Элдридж разработал самостоятельно. Аэродинамика автомобиля, имеющего плоскую носовую часть с большой радиаторной решёткой, не способствует хорошей обтекаемости встречного потока воздуха, но большая радиаторная решётка необходима для охлаждения двигателя. Напротив, задняя часть имеет коническую обтекаемую форму.

## Рекорд скорости
6 июля 1924 года в коммуне Арпажон во Франции состоялись рекордные заезды двух подготовленных автомобилей. За рулём Fiat SB4 находился сам Эрнест Элдридж, а его соперником был француз Рене Томас на Delage Torpille. Элдриджу удалось разогнать машину 230,55 км/ч, однако Delage был быстрее на 9 сотых, что стало новым мировым рекордом. Также время Элдриджа не было засчитано из-за отсутствия у Fiat задней передачи.
Уже 12 июля Эрнест Элдридж на SB4 снова выехал в попытке установить мировой рекорд. За недолгое время конструктору удалось придумать простой способ добавить заднюю передачу, а также установить трёхгранный дроссель, сделавший подачу топлива более плавной и избавивший двигатель от излишней вибрации. Автомобиль на дороге общего пользования разогнался до скорости в 234,98 км/ч, установив тем самым новый мировой рекорд скорости. Рекорд скорости Элдриджа 12 июля 1924 года был последним, установленным на дороге общего пользования. 25 сентября 1924 года этот рекорд был побит британским гонщиком Малкольмом Кэмпбеллом на Sunbeam 350HP.

## Название
До рекордного заезда Элдриджа автомобиль не носил нарицательного имени; по сути это был тот же, но глубоко модифицированный, Fiat SB4. Однако, когда машина с огромным и громким авиационным двигателем установила мировой рекорд скорости, французская пресса окрестила автомобиль Мефистофелем. Мефистофель как образ дьявола появился в европейской мифологии в XVI веке, непосредственно в «Трагической истории доктора Фауста» Кристофера Марло, а более широкую известность приобрёл после публикации трагедии «Фауст» Иоганна Вольфганга фон Гёте.
Версия имени Mefistofele, нанесённая по обеим сторонам кузова чёрным цветом, представляется в итальянском варианте написания имени дьявола. На деревянной перегородке в моторном отсеке установлена латунная табличка, на которой название машины — Mephistopheles соответствует греческой версии в латинском написании.

## Галерея

Fiat Mefistofele
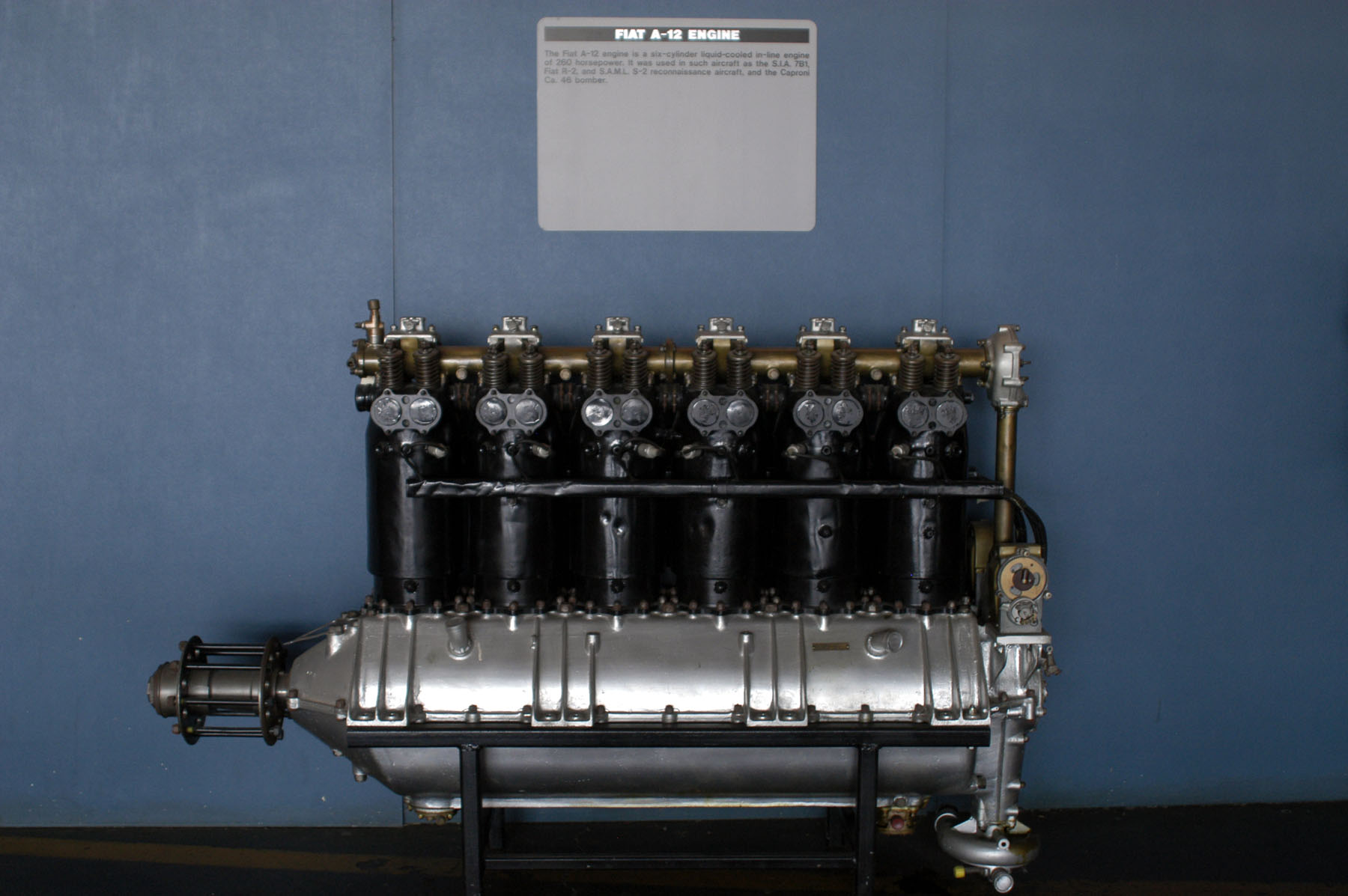
6-цилиндровый однорядный двигатель Fiat A.12
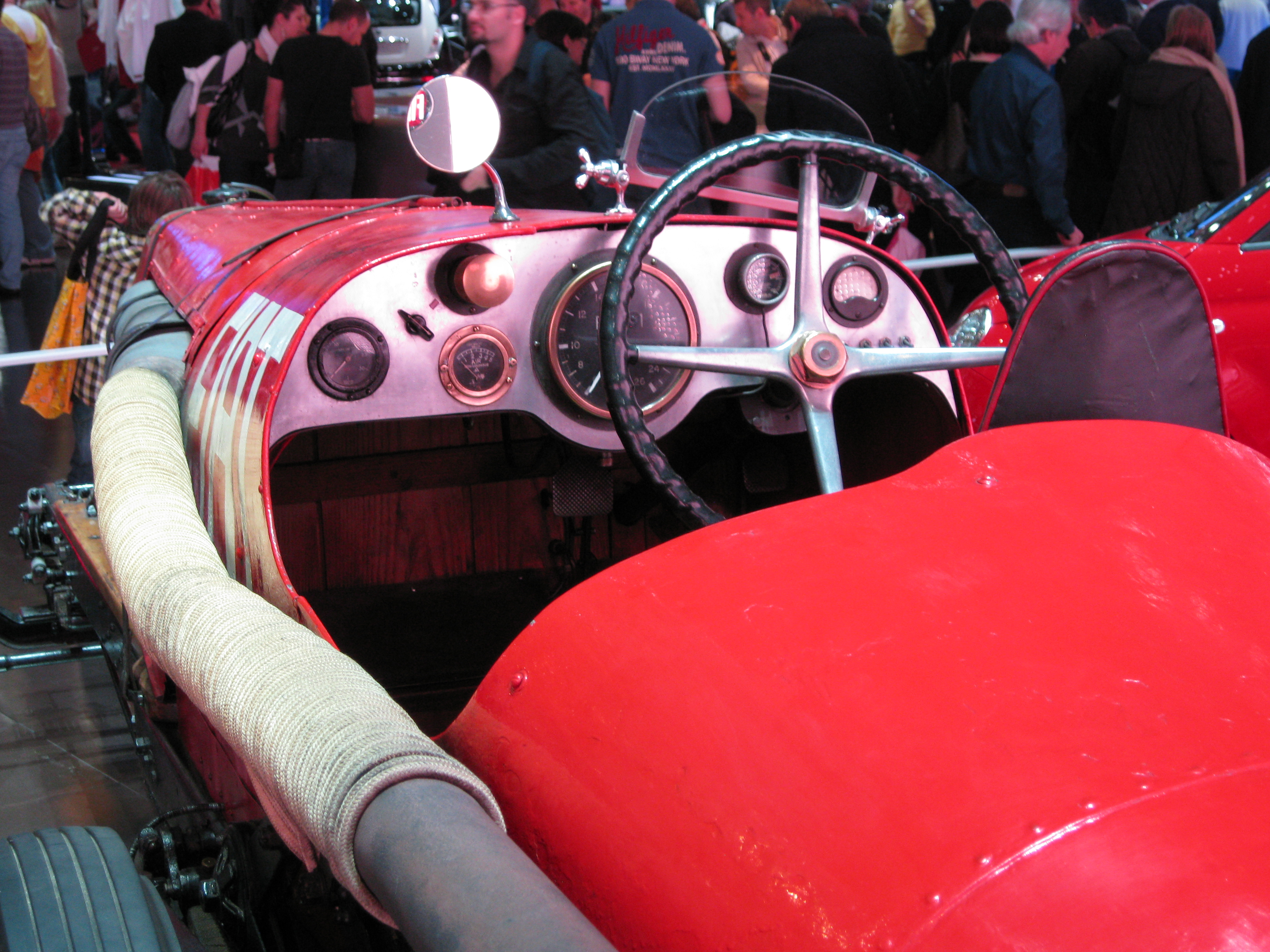
Место пилота и приборная панель
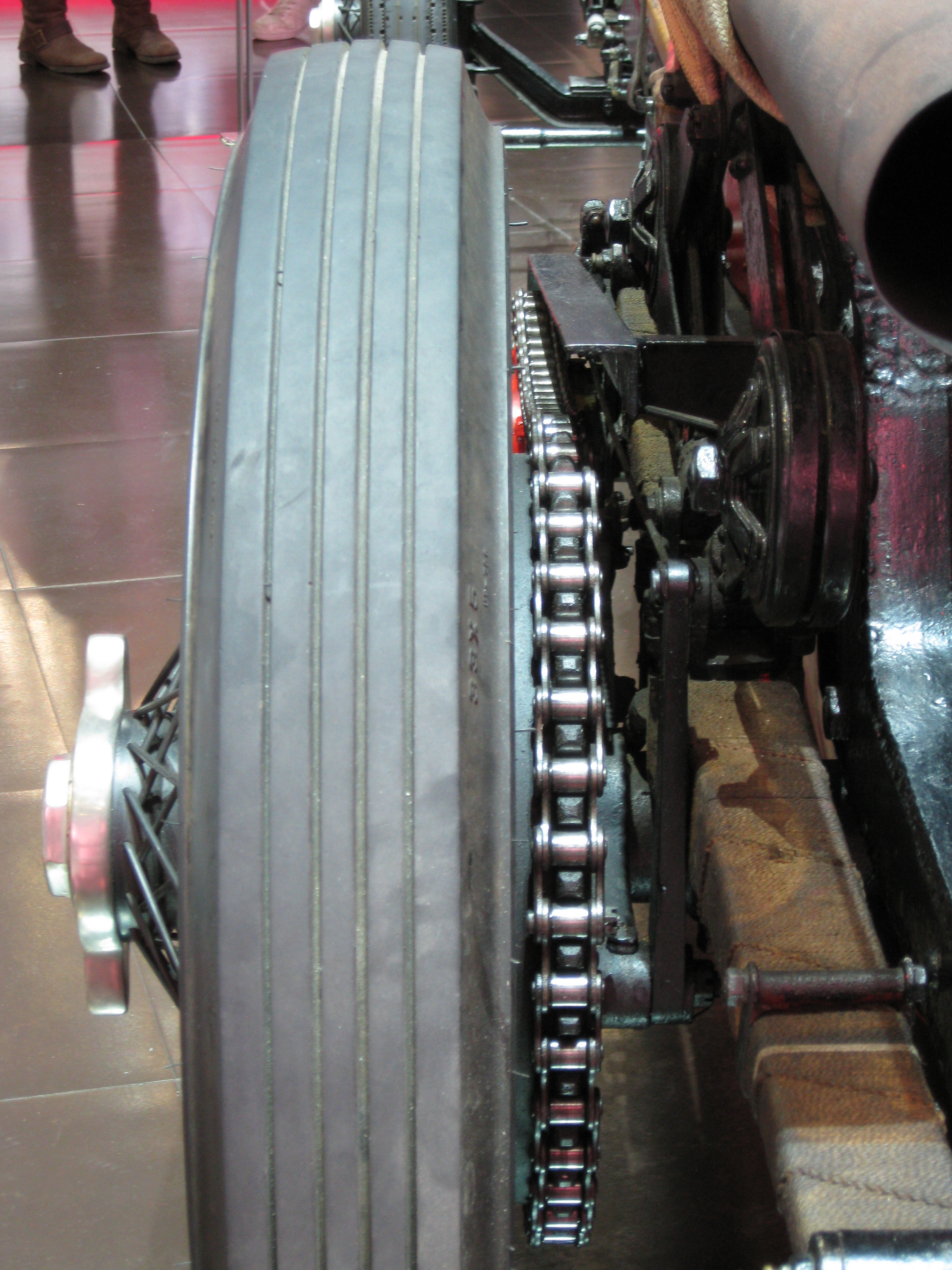
Задние колёса приводятся в движение цепными приводами
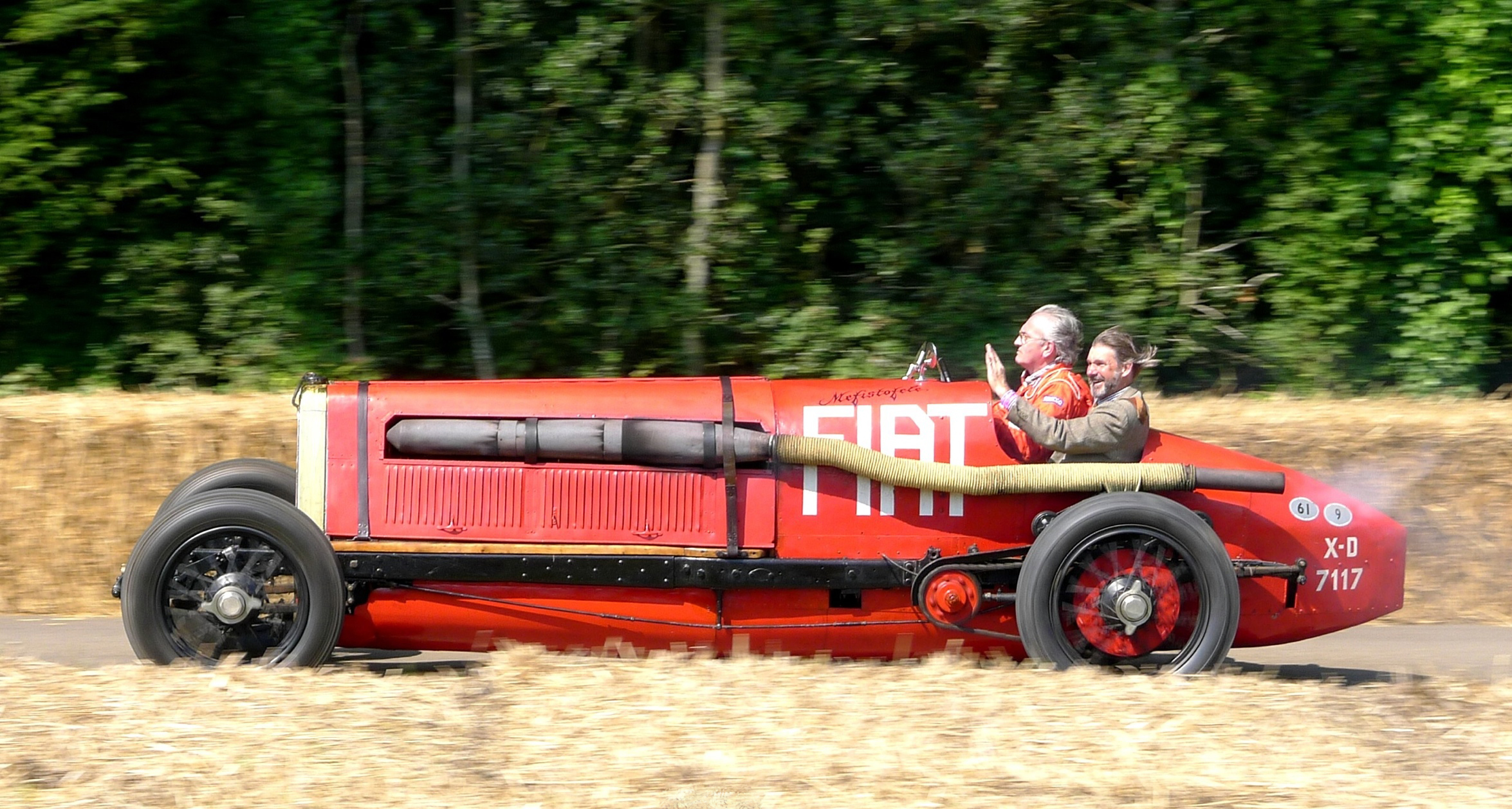
Fiat Mefistofele в 2011 году
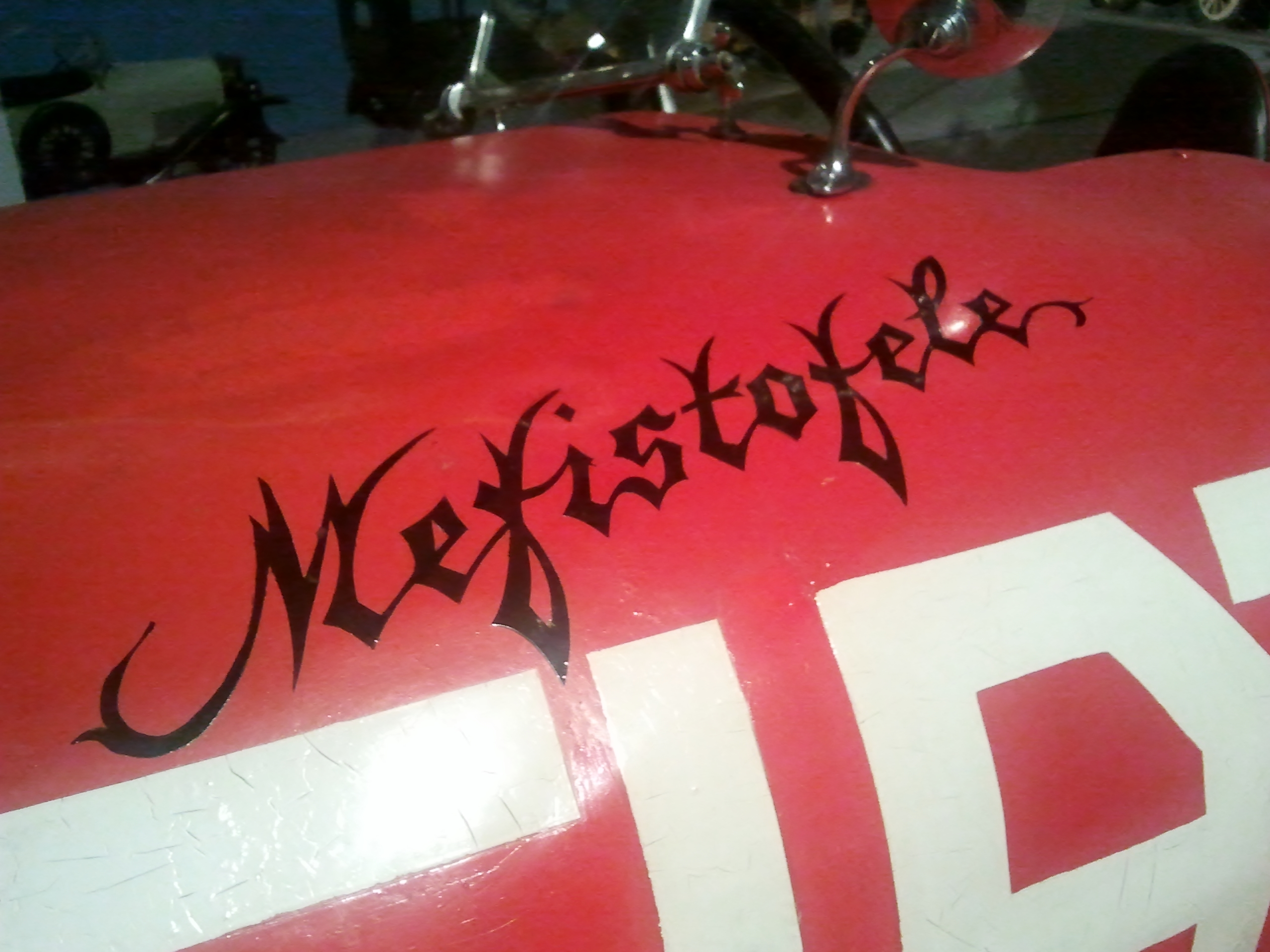
Надпись на левом борту автомобиля
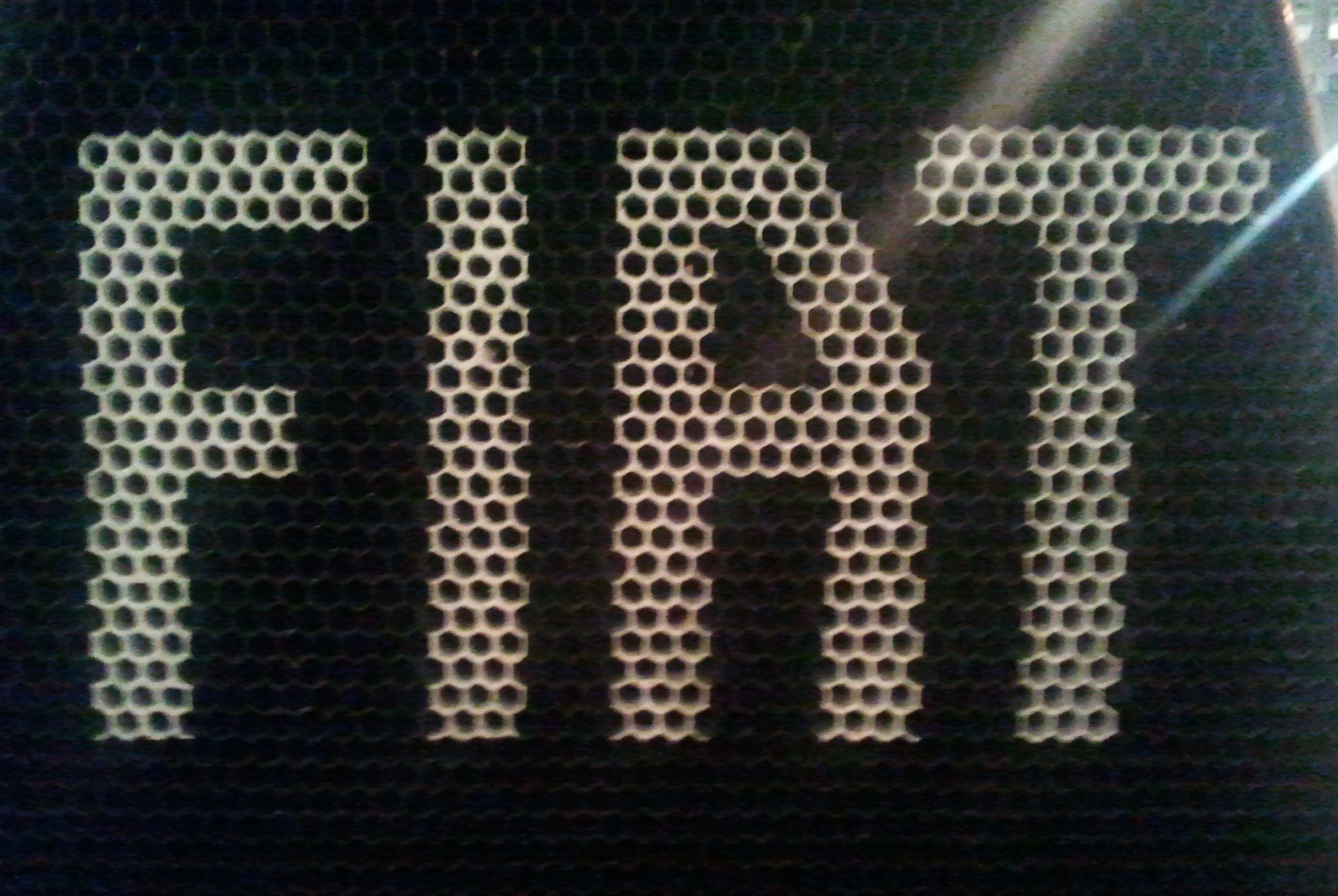
«FIAT» на радиаторной решётке
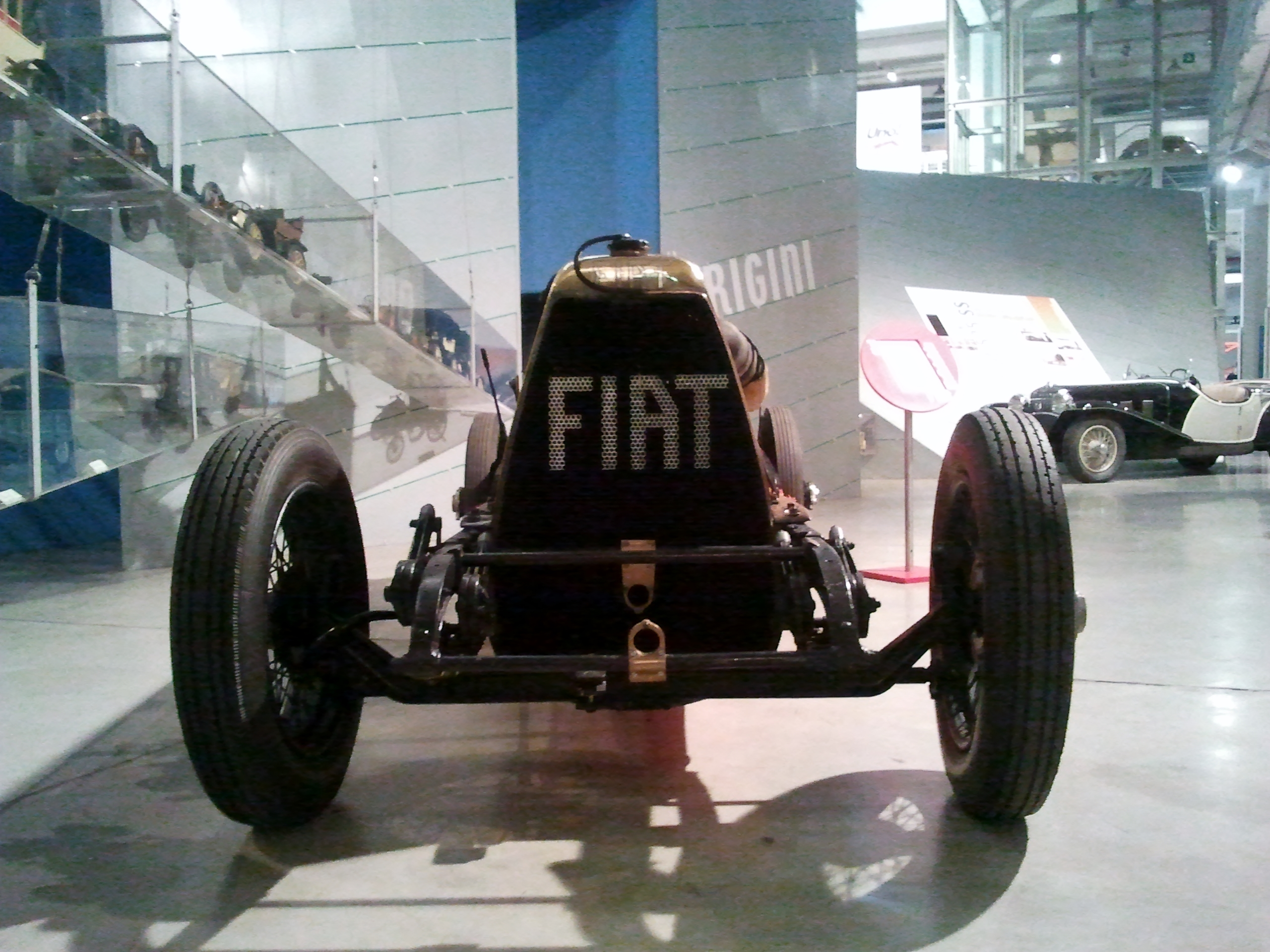
Вид спереди
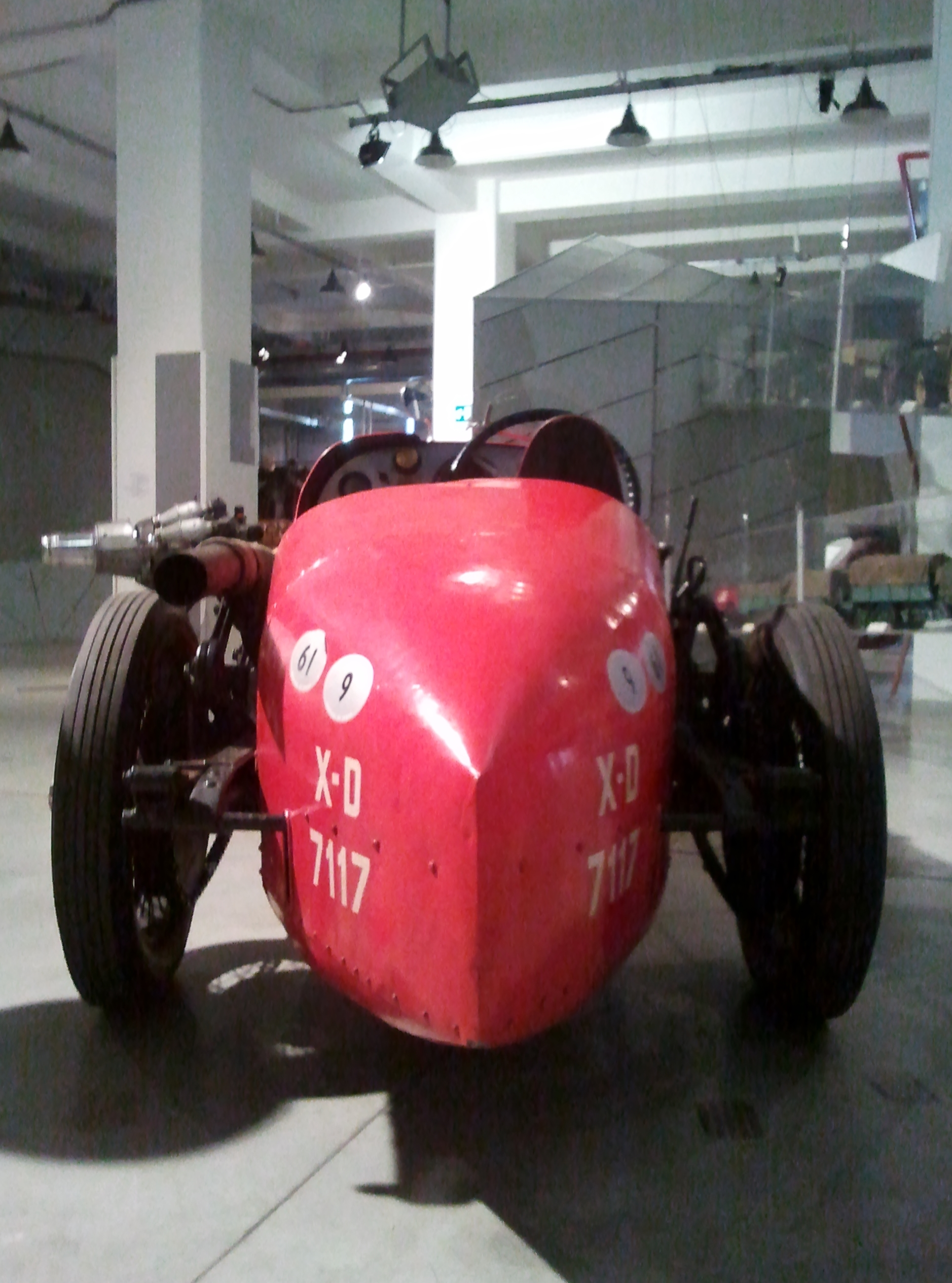
Вид сзади